# Xã Girard, Quận Macoupin, Illinois
Xã Girard (tiếng Anh: Girard Township) là một xã thuộc quận Macoupin, tiểu bang Illinois, Hoa Kỳ. Năm 2010, dân số của xã này là 2.466 người.